# 大潭山壹號

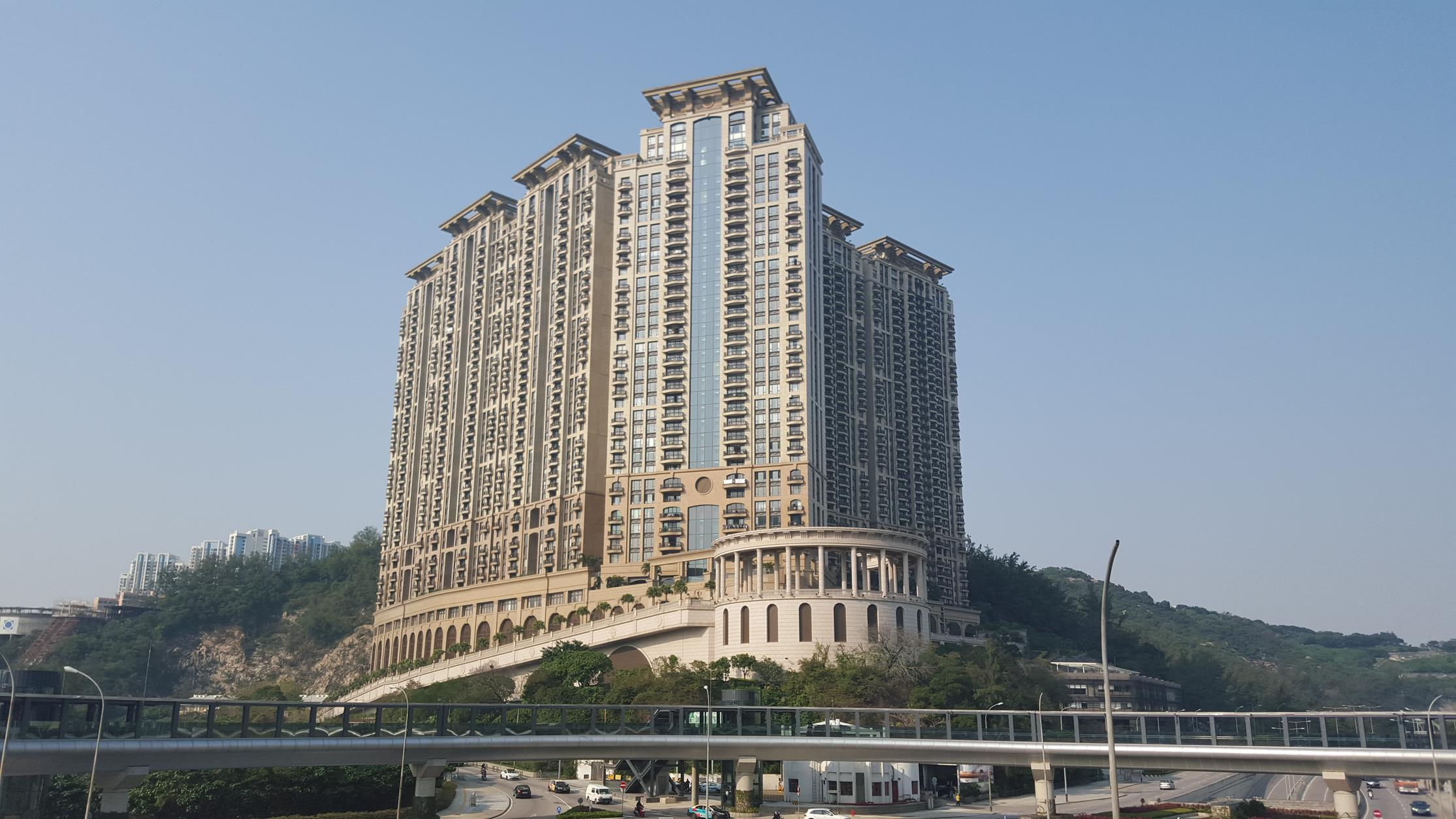
大潭山壹號

大潭山壹號（英語：One Grantai），是澳門一個高級住宅，位於氹仔路環新瞭望臺馬路1號，即是大潭山郊野公園半山區，由世紀豪園（國際）發展開發，在2007年8月開售，2010年落成及入伙。建築師為巴馬丹拿建築及工程師有限公司（P&T Architects and Engineers Ltd Macau Branch），承建商為新昌營造（澳門）。
項目以城堡為設計概念，由6幢樓高33層大廈組成，合共856伙。分層單位以豪宅大單位為主，單位分3房2廳、4房2廳及5房2廳設計，連工人房，單位面積由2,100至3,500方呎不等。單位享有澳門金光大道景致。

## 設施
物業設有11萬8千方呎的園林住客會所，共提供27項會所設施，包括宴會廳、網球場、室外游泳池、健身室、恒溫按摩池、壁球場、電影館等。另有泊車位約1000個。

## 事件
地盤工程期間毆鬥命案
2010年7月20日，一批工人正在建設的該樓盤地盤的第三座二樓，懷疑因為“搶飯碗”發生集體毆鬥，有工人得知打鬥和工人受襲後昏迷於是報警，事件造成一名46歲的男性澳門居民，本地工人懷疑被硬物襲擊導致頭骨爆裂，腦部重創，送院搶救後證實不治。經調查懷疑同本人工人與外僱或“黑工”因“搶飯碗”發生爭執導致本次命案的發生。

## 鄰近
- 澳門科技大學
- 金光大道
- 澳門威尼斯人
- 龍環葡韻
- 澳門國際機場